# Bruguiera rhynchopetala
Bruguiera rhynchopetala är en tvåhjärtbladig växtart som först beskrevs av Wan Chang Ko, och fick sitt nu gällande namn av N.C.Duke och X.J.Ge. Bruguiera rhynchopetala ingår i släktet Bruguiera, och familjen Rhizophoraceae. Inga underarter finns listade i Catalogue of Life.